# Marius Schattner
Marius Schattner és un periodista franco-israelià nascut a Niça en 1943, de pares originaris de l'Imperi Austrohongarès. Va emigrar a Israel en 1968. Especialista en política israleliana, Marius Schattner és corresponsal, des de fa més de vint anys, de l'Agence France-Presse (AFP) à Jerusalem després d'haver començat en el diari Libération (1979-1981).

## Publicacions
- Israël, l'autre conflit. Laïcs contre religieux, Brussel·les, André Versaille éditeur, 2008.